# Arrivederci in Francia
Arrivederci in Francia (Arise, My Love) è un film del 1940 diretto da Mitchell Leisen.

## Trama
Il film, chiaramente interventista, è la storia sentimentale tra un pilota e una giornalista che si incontrano negli ultimi anni della guerra civile spagnola, proseguendo attraverso i primi giorni della II guerra mondiale. Le riprese iniziarono nel giugno 1940 e la sceneggiatura fu continuamente aggiornata per integrare gli eventi attuali, come la firma dell'armistizio fra la Francia e la Germania.
La reporter Augusta "Gusto" Nash si spaccia per la moglie del pilota americano Tom Martin, imprigionato, per salvarlo dall'esecuzione da parte dei fascisti spagnoli. Il gesto le fa guadagnare un articolo in prima pagina e le lodi del suo capo, il signor Phillips, che le assegna il compito di seguire la guerra imminente. Martin e Nash iniziano una storia d'amore che potrebbe interrompersi quando impegni di carriera contrastanti li spingono in direzioni diverse, sulla scia dell'invasione della Polonia da parte di Hitler.

## Riconoscimenti
- Premi Oscar 1941: Oscar al miglior soggetto